# 文特沃斯洛凱申 (新罕布什爾州)
文特沃斯洛凱申（英語：Wentworth Location）是位於美國新罕布什爾州庫斯縣的一個行政鎮區。

## 地方資料
文特沃斯洛凱申的面積為49.90平方千米，當中陸地面積為47.50平方千米，而水域面積為2.40平方千米。根據2020年美國人口普查的數據，當地共有人口28人，而人口密度為每平方千米0.56人。